# Mungka (plaats)
Mungka is een bestuurslaag in het regentschap Lima Puluh Kota van de provincie West-Sumatra, Indonesië. Mungka telt 8033 inwoners (volkstelling 2010).